# Go (1999)
Go! ist ein Film von Regisseur Doug Liman, gedreht im Jahr 1999 in den USA. In deutschen Kinos lief er unter dem Titel Go! Das Leben beginnt erst um 3.00 Uhr morgens, auf DVD ist er als Go! Sex, Drugs & Rave'N'Roll erhältlich.

## Handlung
Go! ist ein Episodenfilm, der eine Geschichte aus drei unterschiedlichen Perspektiven erzählt. Das verbindende Element ist dabei ein Drogendeal, der harmlos beginnt, durch das Mitwirken von Undercovercops, verschiedenen Gangstern und die Unerfahrenheit der beteiligten Hauptfiguren jedoch außer Kontrolle gerät. Die Handlung wird im Laufe des Films, der an Weihnachten spielt, von Kalifornien nach Las Vegas verlagert, wo die Handlungsstränge der Episoden zusammenlaufen.
Wegen der Thematik und des Erzählstils wird der Film oft mit Pulp Fiction verglichen.

## Kritiken
Roger Ebert nannte den Film eine „clevere schwarze Komödie“ und verwies auf Parallelen zu den Filmen Quentin Tarantinos: „This is an entertaining, clever black comedy that takes place entirely in Tarantino-land.“
Auch der KulturSpiegel äußerte sich lobend: „Ganz unprätentiös erzählt verzahnt Swingers-Regisseur Doug Liman drei Storys, von denen jede genug Kraft und Witz für einen ganzen Film hätte.“ Der Filmdienst hingegen bezeichnete Go als einen „dürftige[n] Film, der arg schlichte Ausbruchsfantasien aufbereitet und weiterreicht, wobei er sich durch seine bemühte Überraschungsdramaturgie aller komödiantischen Möglichkeiten beraubt.“ Gernot Gricksch urteilte in seiner Kritik für die Zeitschrift Cinema über das, was er zwischen seinen Raucherpausen von dem Werk sah: „Witzig, doch. Aber nichts Neues, alles sieht aus wie bei Quentin Tarantino, ist nur nicht so zynisch.“ konnte der evangelikale Mediendienst Plugged-in Online, der zu Focus on the Family gehört, dem Film nichts abgewinnen: Auf Grund von sexuellem Inhalt, der Darstellung von Gewalt und Drogenkonsum sowie der Benutzung von etwa 50 F-Wörtern urteilte Redakteur Steven Isaac: „Positive Elements: None.“

## Soundtrack
Ein besonders wichtiger Aspekt des Films ist die Musik. Für den Soundtrack wurden von Künstlern wie Moby, Fatboy Slim, No Doubt und Natalie Imbruglia neue Stücke geschrieben. Des Weiteren sind unter anderem Massive Attack, Leftfield und Lenny Kravitz vertreten.

## Resonanz
Sarah Polley erhielt für ihre Darstellung den Canadian Comedy Award.
Bei einem Produktionsbudget von 6,5 Mio. US-Dollar hatte Go! weltweit ein Einspielergebnis von etwa 28 Mio. US-Dollar. Größeren Erfolg erzielte der Film im Leih- und Kaufvideogeschäft.